# Giovanni Verga
Giovanni Carmine Verga (Catania, 1840. szeptember 2. – Catania, 1922. január 27.) realista olasz író, alkotásai központjában a szicíliai élet realista ábrázolása volt, amely főképp a Cavalleria rusticana történetében jelenik meg (ebből a novellából végül színpadi darabot is ír). De ugyanúgy az I Malavoglia (Malavoglia család) címet viselő regényére is jellemző volt mindez.

## Pályafutása
Giovanni Battista Catalano Verga és Caterina Di Mauro első fia, Verga. Nagy családban született a szicíliai Catania városban. Tinédzser korában kezdett el írni. Egyik híres regénye, amelyet fiatal korában írt, az Amore e Patria címet viselő történelmi regény. Jogot tanult a Cataniai Egyetemen, mikor apjától kapott pénzét arra használta fel, hogy 1861-ben és 1862-ben publikálja az I Carbonari della Montagná című írásait. Ezt követően 1863-ban publikálta Sulle lagune című alkotását is. 

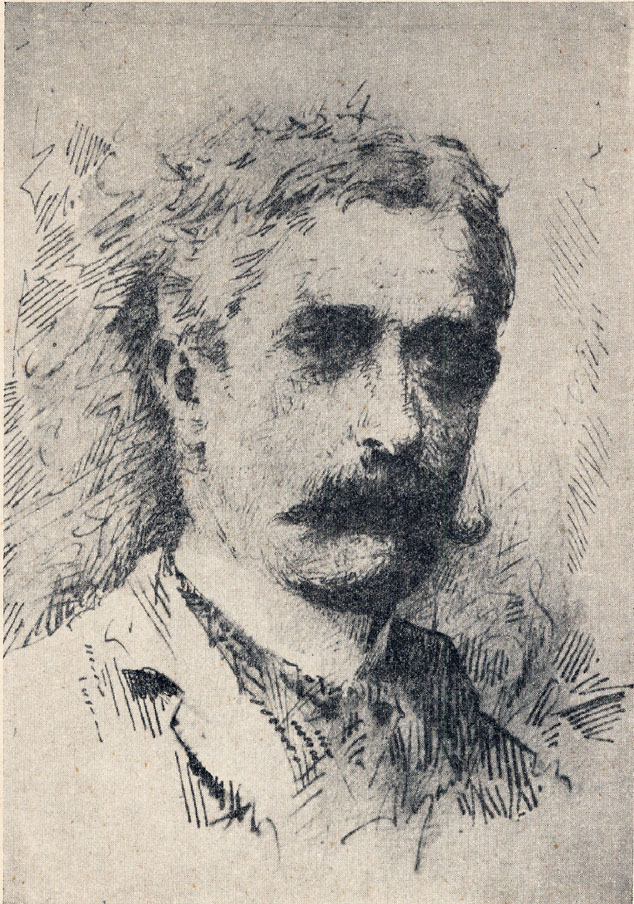
Verga-portréja, készítette Antonino Gandolfo

Időközben Verga a Catania Nemzetőrségnél szolgált (1860–1864), majd többször Firenzébe utazott, aminek következtében 1869-ben le is telepedett a városban. 
1872-ben Milánóba költözött, ahol kifejlesztett egy új irodalmi megközelítést, amelyben a párbeszéd fontos szerepet játszott egy-egy karakter megalkotásánál. Ebben az időszakban írta legfontosabb műveit, mint például A Vita dei campi (1880) novelláskötetét, amelyben többek között a következő novellák jelentek meg, mint például a Fantasticheria, La Lupa, Pentolaccia és Rosso Malpelo. Ezek a novellák pontosabban olyan történeteket foglaltak magukba, amelyek a szicíliai vidéki életet mutatták be. Egy hasonlóan fontos műve a Cavalleria Rusticana, amelyet későbbiekben színpadra is adaptált. Ezt követően számos operai librettó inspirálódott ebből a művéből, mint például Mascagninak a Parasztbecsülete vagy Gastaldon Pasquaja. A Malaria című novellája egyike volt az első olyan irodalmi alkotásoknak, amelyeket a maláriát ábrázolták. 
Ezután öt regényen dolgozott, amelyek közül csupán kettőt fejezett be, az I Malavogliat és a Mastro don Gesualdot (1889), az utóbbi karrierjének utolsó nagy írása volt. Azonban mindkét regényt remekműnek tekintik. 
1894-ben Verga visszaköltözött szülőhelyére, Cataniába. 1920-ban egy életre (ad vitam) kinevezték a Királyság szenátorává (Senatore del Regno). 1922-ben agyi trombózisban meghalt. 
A cataniai színház Verga nevét viseli. A Sant'Anna utcai háza jelenleg múzeumként működik mint Casa-Museo Giovanni Verga. 
Ateista volt.

## Művei

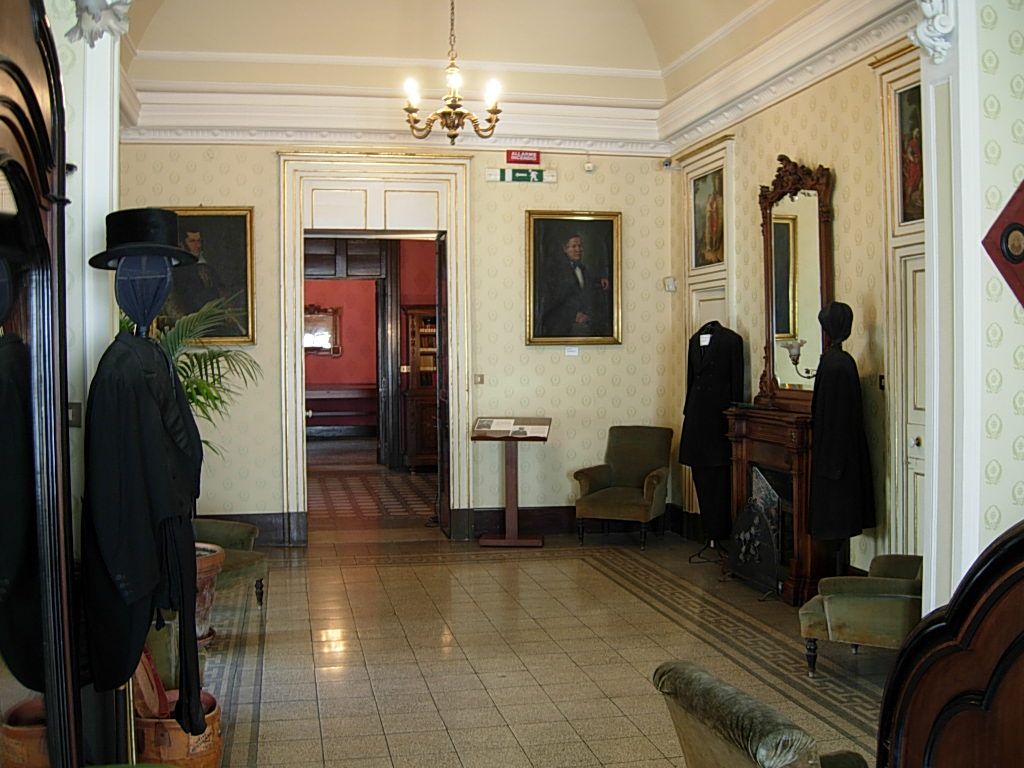
Egykori háza jelenleg múzeumként működik

### Regények
- Amore e Patria (1856–1857)
- I carbonari della montagna (1861–1862)

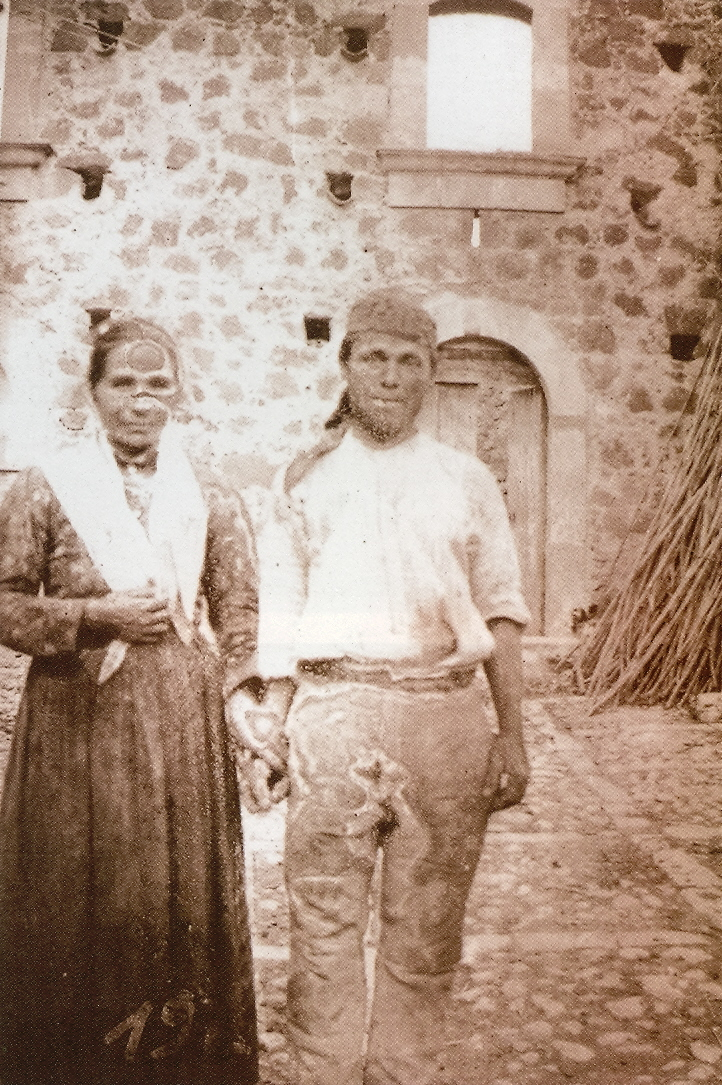
Verga által készített fénykép egy szicíliai párról, amely 1897-ben a saját földjét művelte

- Sulle lagune (1862–1863)
- Una peccatrice
- Storia di una capinera (1871)
- Eva (1873)[10]
- Eros (1875)
- Tigre reale (1875)
- I Malavoglia (1881)
- Il marito di Elena (1882)
- Mastro-don Gesualdo (1889)
- Dal tuo al mio (1905)

## Magyarul
- Elena. Olasz regény; ford. Korda Imre; Pallas, Bp., 1886 (Pallas-könyvtár)
- Egy apácza története; ford. Zigány Árpád; Singer-Wolfner, Bp., 1891 (Egyetemes regénytár)
- Elena férje. Regény; ford. Újkéri [Sárváry Elek]; Athenaeum, Bp., 1893 (Az Athenaeum olvasótára)
- Éva. Regény; ford. Zigány Árpád; Athenaeum, Bp., 1895 (Az Athenaeum olvasótára)
- A király-tigris. Regény; ford. Virág Gyula; Athenaeum, Bp., 1896 (Az Athenaeum olvasótára)
- Roberto Bracco: Don Pietro Caruso. Színmű / Giovanni Verga: Parasztbecsület. Népszínmű; ford. Radó Antal; Lampel, Bp., 1898 (Magyar könyvtár)
- D'Arce kapitány emlékei; ford. Gauss Viktor; Singer-Wolfner, Bp., 1900 (Egyetemes regénytár XVI.)
- A farkas. Drámai jelenetek; ford. Radó Antal; Lampel, Bp., 1900 (Magyar könyvtár)
- Parasztbecsület / Szentek háborúja / Nedda. Három szicíliai novella; ford. Cobor Péter; Népszava, Bp., 1918
- Jeli, a csikósbojtár. Regény; Tolnai, Bp., 1924 (Tolnai regénytára)
- A Malavoglia-család; ford. Imecs Béla; Athenaeum, Bp., 1941
- A Malavoglia-család; ford. Imecs Béla; bev. Lontay László; Új Magyar Kiadó, Bp., 1956
- Don Gesualdo mester. Regény; ford. Majtényi Árpád, bev. Sallay Géza; Európa, Bp., 1957 (A világirodalom klasszikusai)
- Parasztbecsület. Válogatott elbeszélések; vál., jegyz. Sallay Géza, ford. Majtényi Zoltán et al.; Magyar Helikon, Bp., 1964
- Parasztbecsület; ford. Vándor Györgyi, rend. utószó Ardó Mária; in: A fráter és más egyfelvonásosok; Gondolat, Bp., 1963 (Játékszín; 53.)
- A lagúnákon I Érzelem; ford. Pollmann Teréz, Somogyi Judit, előszó Madarász; Eötvös, Bp., 1999 (Eötvös klasszikusok)

## Bibliográfia
- Jesus Sebastian Etna a moziban. A cellulóz vulkán onu, Giuseppe Maimone Editore, Catania, 2005
- Nunzio Zago, Racconto della letteratura siciliana, Giuseppe Maimone Editore, Catania, 2000
- Írások Vergán, Luigi Pirandello és Vittorio Emanuele Orlando, előszó: Giuseppe Giarrizzo, Giuseppe Maimone Editore, Catania, 1992
- Rod és a mozi. A Cavalleria rusticana egy még nem publikált verghiana szkriptjével, Gesualdo Bufalino műsor vagy Nino Genovese és Sebastiano Gesù cura, Giuseppe Maimone Editore, Catania, 1996
- Sablon:Cite EB1911

## Fordítás
- Ez a szócikk részben vagy egészben  a   Giovanni Verga című román Wikipédia-szócikk ezen változatának fordításán alapul.  Az eredeti cikk szerkesztőit annak laptörténete sorolja fel. Ez a jelzés csupán a megfogalmazás eredetét és a szerzői jogokat jelzi, nem szolgál a cikkben szereplő információk forrásmegjelöléseként.